# Les Reportages de Martin Weill
Les Reportages de Martin Weill est une émission de télévision française de reportages diffusée depuis le 11 décembre 2018 sur TMC, initialement sous le titre Martin Weill jusqu'au 9 juin 2021. L'émission est présentée par Martin Weill et produite par Bangumi.

## Contexte
Martin Weill s'est fait connaître dans les émissions Le Petit Journal puis Quotidien, toutes deux animées par Yann Barthès et produites par Bangumi, dans lesquelles il couvrait l'actualité internationale et réalisait des reportages sur le terrain. Le 27 juin 2017, il se voit confier la présentation d'un prime consacré à l'Amérique de Donald Trump et intitulé Trump, saison 1, regroupant des reportages au format similaire à ceux réalisés pour Quotidien. Cette émission spéciale est suivie le 8 novembre 2017 de Trump : un an jour pour jour, puis L'Empire Poutine : la Russie des extrêmes le 22 mai 2018.
À la rentrée 2018, il est annoncé que Martin Weill s'écarte de Quotidien pour se consacrer à un nouveau magazine, diffusé en prime time, dans lequel le reporter partira en immersion autour du monde, sept ou huit numéros étant alors prévus. Le nom de cette nouvelle émission est dévoilé en novembre 2018 avec le sujet du premier numéro : Martin Weill et les Nouveaux Gourous.
L'émission est renommée Les Reportages de Martin Weill à partir du dix-huitième numéro, diffusé le 13 octobre 2021,.

## Présentation de l'émission
Présentée par Martin Weill, l'émission traite, au travers de reportages réalisés sur le terrain, de thèmes en lien avec de grands sujets de société tels que l'écologie, la drogue, la chirurgie plastique, les théories du complot ou l'Amérique de Donald Trump.
Chaque émission se compose de trois à quatre reportages incarnés par Martin Weill, durant lesquels ce dernier part à la rencontre des acteurs et témoins des thèmes traités.
Comme lors de ses participations au Petit Journal puis à Quotidien, Martin Weill apparaît à l'image afin « d’apporter un regard différent, moins classique, et de rendre des choses froides plus proches », en plus d'assurer la narration de l'émission en voix off. Durant les quatre premiers numéros, le journaliste lançait également les sujets depuis un plateau et présentait des pastilles en complément des reportages. 

Logo de l'émission utilisé du 11 décembre 2018 au 9 juin 2021.
Logo de l'émission utilisé du 13 octobre 2021 au 13 juin 2023.